# Kazimierz Szczepański

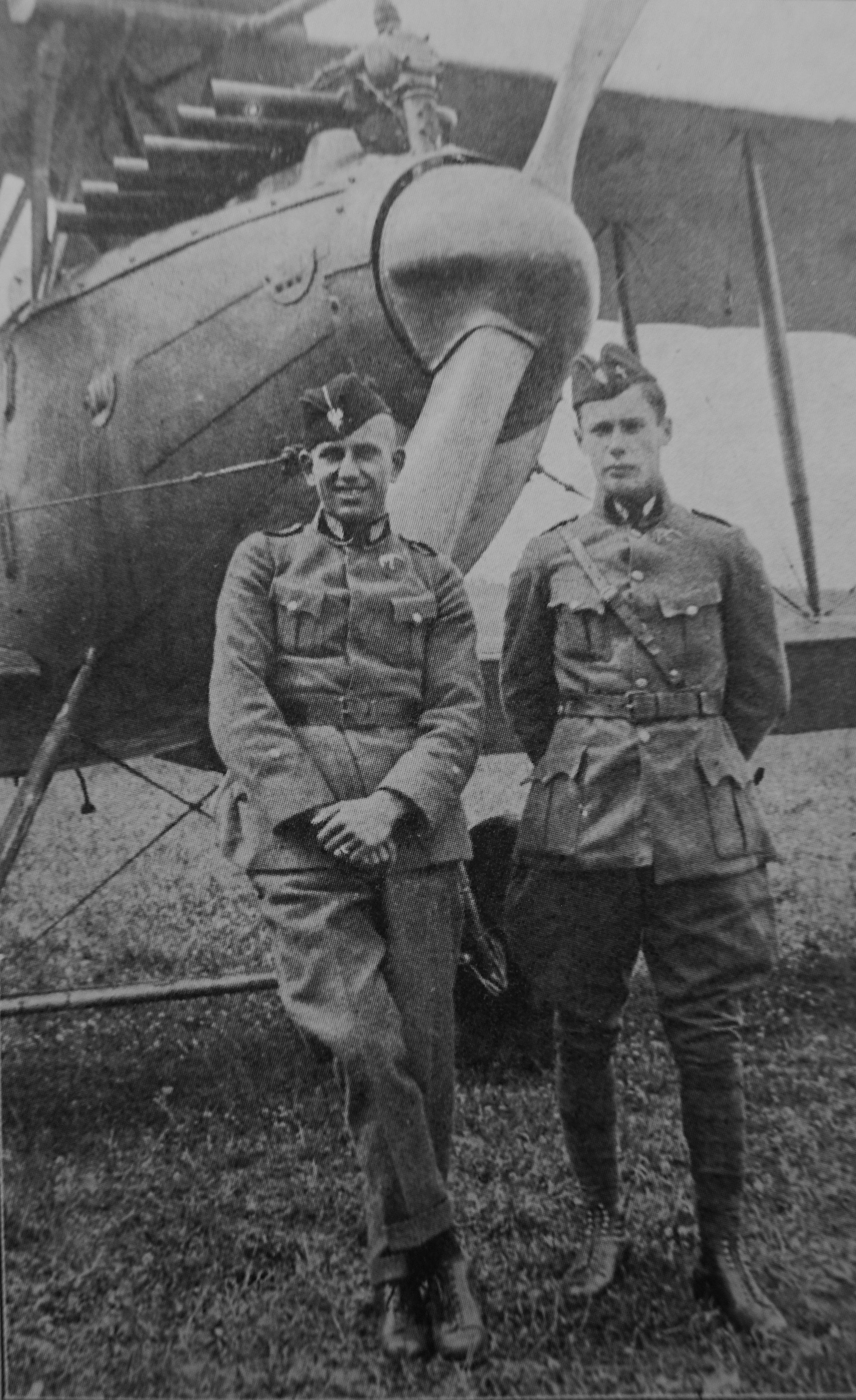
Sierż. pilot Czesław Łagoda i pchor. obs. Kazimierz Szczepański (1920)

Kazimierz Ludwik Szczepański (ur. 10 marca 1898 w Krakowie, zm. 13 listopada 1923 w Warszawie) – porucznik pilot obserwator Wojska Polskiego. Uczestnik wojny polsko-bolszewickiej, kawaler Orderu Virtuti Militari.

## Życiorys
Syn Kazimierza i Józefy ze Smosarskich. Egzamin maturalny zdał w Białej Krakowskiej. 30 listopada 1916 roku wstąpił do Legionów Polskich, otrzymał przydział do 5. pułku piechoty Legionów. Po rozwiązaniu formacji legionowych udało mu się uniknąć służby w armii austro-węgierskiej i 25 lutego 1917 roku rozpoczął praktykę w kopalni „Kazimierz”.
30 stycznia 1919 roku wstąpił do Wojska Polskiego. Otrzymał przydział do formacji lotniczych, gdzie służył w charakterze mechanika. Został skierowany na szkolenie do Szkoły Obserwatorów Lotniczych na poznańskiej Ławicy. Po jej ukończeniu został 27 czerwca 1919 roku przydzielony do 3. Wielkopolskiej eskadry lotniczej.
Podczas wojny polsko-bolszewickiej wykonał wiele lotów wywiadowczo-bojowych podczas których wykazał się odwagą i doskonałym wyszkoleniem lotniczym. 28 października 1919 roku, w załodze z kpr. obs. Czesławem Łagodą, bombardował pozycje Armii Czerwonej. W tym samym locie prowadzili również rozpoznanie i wykonali fotografie pozycji nieprzyjaciela. 24 stycznia 1920 roku, w załodze z Władysławem Bartkowiakiem, wykonywał lot rozpoznawczy w rejonie Kostrzyca — Wiliatycze. W ich samolocie LVG C.V zawiódł silnik, ale załoga zdołała powrócić na własne lotnisko. 30 marca podczas ataku na zgrupowanie nieprzyjacielskiej piechoty w rejonie Połocka, ich samolot miał kolejną awarię silnika i załoga była zmuszona do przymusowego lądowania.
13 kwietnia, ponownie w załodze z plut. pil. Władysławem Bartkowiakiem, wystartował na przechwycenie nieprzyjacielskiego samolotu w okolicach Borysowa. Ponadto przeprowadzili rozpoznanie ruchu na liniach kolejowych oraz zrzucili na rozpoznane oddziały Armii Czerwonej 60 kg bomb. 15 kwietnia wystartował z zadaniem zniszczenia nieprzyjacielskiego balonu obserwacyjnego. Podczas tego lotu dwa nieprzyjacielskie samoloty myśliwskie podjęły nieudaną próbę przechwycenia polskiej maszyny. Polscy lotnicy odnaleźli przyziemiony balon obserwacyjny i zaatakowali go ogniem broni pokładowej a następnie przeprowadzili rozpoznanie ruchu kolejowego na stacjach Pryjamino i Krupki. Zadanie zostało wykonane pomimo uszkodzenia pompy paliwowej, pilot przez większość lotu pompował paliwo do silnika ręcznie. 17 kwietnia brał udział w bombardowaniu lotniska w Sławnoje. 7 maja atakował nieprzyjacielskie lotnisko w rejonie Pryjamino. 18 kwietnia brał udział w ataku na nieprzyjacielski pociąg pancerny na stacji Krupki, polskim lotnikom udało się go uszkodzić.
8 maja 1920 roku wystartował do lotu na przechwycenie nieprzyjacielskich samolotów atakujących pozycje 4. pułku piechoty oraz na przeprowadzenie rozpoznania ze zrzutem ulotek. Samolot DFW C.V Bartkowiaka i Szczepańskiego został przechwycony przez dwa bolszewickie Nieuporty, ale polska załoga zdołała obronić się przed atakiem i powrócić na macierzyste lotnisko. 3, 4, 6 i 9 lipca, w załodze z sierż. Marianem Skorzyńskim, wykonał ostatnie loty wywiadowcze 14. ew przed jej wycofaniem z frontu.
Został przeniesiony do 12. eskadry wywiadowczej, gdzie latał z pilotem Antonim Katarzyńskim na samolocie LVG C.V oznaczonym osobistym godłem jaszczurki. 3 sierpnia wykonywał zadania wywiadowcze na rzecz Frontu Północno-Wschodniego. Przeprowadził rozpoznanie stanu mostów na Bugu, Muchawcu i Leśnej. Na szosie Niemirów — Konstantynów zaatakował oddziały nieprzyjaciela bombami i ogniem broni maszynowej. 17 sierpnia, w załodze z kpt. pil. Wacławem Iwaszkiewiczem, przeprowadził rozpoznanie oddziałów Armii Czerwonej wycofujących się w kierunku Mławy. Podczas tego lotu Szczepański nakazał pilotowi utrzymywać niską wysokość lotu, aby móc skutecznie atakować oddziały wroga. 21 września wykonywał lot w załodze z pchor. pil. Antonim Katarzyńskim. Podczas ataku na balon obserwacyjny nieprzyjaciela pilot został ciężko ranny, ale zdołał powrócić na macierzyste lotnisko. Ich samolot rozbił się przy podejściu do lądowania, pilot zginął, a Kazimierz Szczepański odniósł niewielkie obrażenia. Po tej katastrofie szybko powrócił do latania bojowego. 21 października, podczas lotu rozpoznawczego w rejonie Grodna, został ranny, ale pomimo tego wykonał zadanie do końca i przekazał dowództwu szczegółowy raport sytuacyjny.
Po zakończeniu działań wojennych pozostał w Wojsku Polskim i służył w 1. pułku lotniczym w Warszawie. Wykonał zdjęcia lotnicze koryta Wisły na odcinku od Sandomierza do Torunia, ponadto rozpoczął zaoczne studia na Politechnice Warszawskiej. W marcu 1923 roku otrzymał przydział na szkolenie do Wyższej Szkoły Pilotów w Grudziądzu, po jego ukończeniu został przydzielony do 7. eskadry myśliwskiej.
13 listopada 1923 roku ćwiczył akrobację lotniczą na samolocie Ansaldo A.1 Balilla. Maszyna wpadła w korkociąg, z którego nie zdołał jej wyprowadzić i uderzyła o ziemię w rejonie Pomarańczarni. Zginął na miejscu, został pochowany na warszawskich Powązkach (kwatera 221, rząd 2, miejsce 13, 14).

## Ordery i odznaczenia
Za swą służbę otrzymał odznaczenia:
- Krzyż Srebrny Orderu Wojennego Virtuti Militari nr 4424[1],
- Krzyż Walecznych,
- Polowa Odznaka Obserwatora (pośmiertnie).